# Teluk Rainis
Teluk Rainis är en vik i Indonesien. Den ligger i den nordöstra delen av landet, 2 500 km nordost om huvudstaden Jakarta.